# 메테늄
메테늄(영어: methenium)은 유기화학에서 화학식이 CH+
3인 양이온이다. 메틸륨(영어: methylium), 카르베늄(영어: carbenium), 메틸 양이온(영어: methyl cation), 양성자화된 메틸렌(영어: protonated methylene)이라고도 한다. 메테늄은 양성자(H+
)가 추가된 메틸렌 라디칼(:CH
2) 또는 1개의 전자가 제거된 메틸 라디칼(•CH
3)로 볼 수 있다. 메테늄은 탄소 양이온과 에늄 이온으로 카르베늄 이온 중에서 가장 단순하다.

## 구조
실험과 계산은 일반적으로 메테늄 이온이 평면이고 삼중 대칭이라는 것을 나타내고 있다. 탄소 원자는 sp2 혼성화의 프로토타입의(그리고 정확한) 예이다.

## 준비 및 반응
저압에서의 질량 분석 연구의 경우 메틸 라디칼의 자외선 광이온화 또는 C+
 및 Kr+
와 같은 단원자 양이온과 중성 메테인의 충돌에 의해 메테늄을 얻을 수 있다. 이러한 조건에서 메테늄은 아세토나이트릴(CH
3CN)과 반응하여 (CH
3)
2CN+
이온을 생성한다.
저에너지 전자(1eV 미만)를 포착하면 자발적으로 해리된다.
이것은 축합 단계에서 중간생성물로 거의 생성되지 않는다. 이는 FSO3H-SbF5로 메테인의 양성자화 또는 수소화물 추출시 형성되는 반응 중간생성물로 제안된다. 메테늄 이온은 알케인에 대해서도 반응성이 매우 높다.
메틸 양이온은 우주에 존재하는 것으로 알려져 있으며 유기 화학에서 역할을 합니다.

## 같이 보기
- 메타늄
- 암모늄
- 에타늄